# ヤニ・ラックス
ヤニ・ラックス（Jani Lax、1977年10月26日 - ）は、スウェーデンの男性総合格闘家。イェヴレボリ県イェヴレ出身。チーム・スカンジナビア所属。元修斗欧州ウェルター級王者。

## 来歴
2000年12月2日、FinnFightでヨアキム・ハンセンと対戦し、チョークスリーパーで一本勝ち。
2005年3月12日、修斗欧州ウェルター級（-70kg）王座決定戦でヤクート・メティンと対戦し、腕ひしぎ十字固めで一本勝ちを収め王座獲得に成功した。
2005年7月6日、初参戦となったHERO'Sのミドル級（-70kg）世界最強王者決定トーナメント1回戦で高谷裕之と対戦し、左フックでKO負け。
2007年7月15日、修斗で環太平洋ウェルター級王者の中蔵隆志と対戦し、ヒールホールドで一本負け。
2007年10月28日、SHOOT BOXING BATTLE SUMMIT GROUND ZERO TOKYO 2007でアリ・イブラヒムの代役として桜井"マッハ"速人と対戦。2Rに膝蹴りでダウンを奪われるなどして、判定負け。

## 戦績

### 総合格闘技
| 総合格闘技 戦績 | 総合格闘技 戦績 | 総合格闘技 戦績 | 総合格闘技 戦績 | 総合格闘技 戦績 | 総合格闘技 戦績 | 総合格闘技 戦績 |
| --------------- | --------------- | --------------- | --------------- | --------------- | --------------- | --------------- |
| 17 試合         | (T)KO           | 一本            | 判定            | その他          | 引き分け        | 無効試合        |
| 9 勝            | 1               | 6               | 2               | 0               | 0               | 0               |
| 8 敗            | 5               | 3               | 0               | 0               | 0               | 0               |

| 勝敗 | 対戦相手                   | 試合結果                           | 大会名                                                                                | 開催年月日     |
| ×    | 冨樫健一郎                 | 3R 1:30 TKO（ドクターストップ）    | 修斗 The Way of SHOOTO 04 〜Like a Tiger, Like a Dragon〜                             | 2010年7月19日  |
| ○    | ダニー・ベルゲン           | 1R 2:40 腕ひしぎ十字固め           | M-1 Selection 2010: Western Europe Round 3                                            | 2010年5月29日  |
| ×    | 中蔵隆志                   | 1R 2:54 ヒールホールド             | 修斗 BACK TO OUR ROOTS 04                                                             | 2007年7月15日  |
| ○    | ジョン・マーロウ           | 5分3R終了 判定2-1                  | Ironheart Crown 11: Apocalypse                                                        | 2006年11月18日 |
| ×    | アレッシャンドリ・イジドロ | 1R 2:58 フロントチョーク           | Cage Warriors: Strike Force 3 【CWFCライト級王座決定戦】                              | 2005年10月1日  |
| ×    | 高谷裕之                   | 1R 1:56 KO（左フック）             | HERO'S 2005 ミドル級世界最強王者決定トーナメント開幕戦 【ミドル級トーナメント 1回戦】 | 2005年7月6日   |
| ×    | 川尻達也                   | 1R 4:42 TKO（パウンド）            | 修斗 in 福岡 玄海沖地震被災地チャリティイベント                                       | 2005年4月23日  |
| ○    | ヤクート・メティン         | 1R 3:28 腕ひしぎ十字固め           | Shooto Sweden: Second Impact 【修斗欧州ウェルター級王座決定戦】                       | 2005年3月12日  |
| ○    | 八隅孝平                   | 2R 3:25 フロントスリーパーホールド | 修斗 WANNA SHOOTO 2004                                                                | 2004年11月12日 |
| ○    | オリヴィエラ・エリス       | 1R 2:24 スリーパーホールド         | Shooto Sweden: Initial Collision                                                      | 2004年10月3日  |
| ○    | ミカエル・ラーデスマキ     | 5分2R終了 判定3-0                  | Shooto Finland: Capital Punishment 2                                                  | 2004年4月5日   |
| ×    | 菊地昭                     | 1R 2:51 チキンウィングアームロック | 修斗 WANNA SHOOTO 2002                                                                | 2002年4月14日  |
| ○    | ムサイル・アラウディノフ   | 1R 0:44 チョークスリーパー         | M-1 MFC: European Championship 2002                                                   | 2002年2月15日  |
| ×    | セルゲイ・ビチコフ         | 1R 3:00 TKO（パンチ連打）          | M-1 MFC: Russia vs. The World 2                                                       | 2001年11月11日 |
| ○    | トニー・ステンマン         | 1R 5:37 KO                         | FinnFight 4                                                                           | 2000年12月2日  |
| ○    | ヨアキム・ハンセン         | 1R 9:25 チョークスリーパー         | FinnFight 4                                                                           | 2000年12月2日  |
| ×    | マーカス・ペルトネン       | 1R 0:58 KO（キック）               | FinnFight 3                                                                           | 1999年11月6日  |

### シュートボクシング
| 勝敗 | 対戦相手         | 試合結果       | 大会名                                            | 開催年月日     |
| ×    | 桜井"マッハ"速人 | 3R終了 判定0-3 | SHOOT BOXING BATTLE SUMMIT GROUND ZERO TOKYO 2007 | 2007年10月28日 |

## 獲得タイトル
- 初代修斗欧州ウェルター級王座（2005年）